# Oliver Queen (Arrowverse)
Oliver Queen è un personaggio del media franchise dell'Arrowverse, nonché protagonista della serie televisiva Arrow. Basato sull'omonimo personaggio di DC Comics. È interpretato da Stephen Amell.
Oliver è un playboy miliardario che fa ritorno nella sua città, Starling City, dopo aver trascorso cinque anni lontano da casa, alcuni dei quali sull'isola sperduta di Lian Yu ("purgatorio" in cinese). Determinato a combattere il male che affligge la sua città, assume un'identità segreta e trascorre le sue notti a cercare di sconfiggere uomini corrotti e criminali che si approfittano dei più deboli.
Nella prima stagione Oliver ha la missione di eliminare fisicamente i cattivi riportati nella lista lasciatagli dal padre in punto di morte, facendosi chiamare il Giustiziere o l'Incappucciato.
A partire dalla seconda stagione, ispirato dai suoi fedeli alleati John Diggle (ex soldato) e Felicity Smoak (intelligente hacker), oltre che in memoria del suo miglior amico d'infanzia Tommy Merlyn, si ripropone di diventare un vero eroe, non uccidendo più i cattivi ma consegnandoli alla giustizia. Prende così il nome di Arrow.
Nella terza stagione vive una crisi d'identità, convincendosi di non poter essere Arrow e Oliver Queen allo stesso tempo, così al termine della stessa decide di lasciarsi alle spalle la vita da vigilante e di andarsene da Starling City con la donna che ama, Felicity.
Nella quarta stagione prende il nome di Green Arrow e affronta Damien Darhk e l'H.I.V.E. e deve fare i conti con la scoperta di avere un figlio, William, avuto con l'ex amante Samantha Clayton.
Alla fine della sesta stagione deciderà di rivelare al mondo la sua identità segreta per salvare Star City e la sua famiglia. Per questo motivo verrà rinchiuso nel Carcere di Slabside.

## Biografia

### Prima del naufragio
Oliver nasce il 16 maggio 1985 da Robert Queen e Moira Dearden. Il suo amico fraterno è Tommy Merlyn, anche lui proveniente da una famiglia ricca e agiata. Entrambi sono amici di Dinah Laurel Lance. Durante la loro giovinezza, Oliver e Tommy compiono insieme numerose bravate, come guidare in stato di ebbrezza o sotto l'effetto di droghe, assaltare dei paparazzi, rubare un taxi e urinare su un ufficiale di polizia. I due s'imbattono così in McKenna Hall, futura detective con cui Oliver ha una relazione. Ad un party a casa di Tommy, Oliver incontra Sara Lance, la sorella di Laurel, che ha una cotta per lui. Poco dopo però inizia ad uscire con Laurel.
In questi anni Oliver è sostanzialmente un playboy ricco e viziato che ama divertirsi e sedurre le ragazze, infrangendo parecchi cuori. Frequenta ben quattro scuole diverse, abbandonandole tutte, mentre inizia a farsi strada nell'azienda di famiglia, la Queen Consolidated. Ad un certo punto Laurel inizia a desiderare qualcosa di più nella sua relazione con Oliver, e spera che lui le chieda finalmente di sposarlo. Oliver sembra essere d'accordo, ma poi si fa prendere dal panico e cerca di sfuggire dalle sue responsabilità. Inizia così a tradire Laurel, prima con Samantha Clayton, una ragazza che finirà per mettere incinta, e poi con Sara. Quando viene a sapere della gravidanza di Samantha, Moira, all'insaputa di Oliver, risolve la questione liquidando la ragazza con due milioni di dollari, imponendole due condizioni: iniziare una nuova vita con il bambino lontano da Starling City (in seguito si scoprirà che si è trasferita a Central City) e dire a Oliver di aver abortito. Successivamente Oliver decide di fare un viaggio con suo padre Robert a bordo del loro yacht, il Queen's Gambit, e porta con sé Sara. I tre s'imbattono presto in un violento nubifragio nel nord della Cina, in seguito al quale Oliver si ritrova su un'isola sperduta, Lian Yu, dove resterà per cinque anni con un solo obiettivo: sopravvivere. Le sue avventure sull'isola e quelle in alcuni altri luoghi (come Hong Kong) nel corso dei cinque anni vengono narrate nella serie attraverso dei flashback.

### Ritorno a Starling City
Dopo ben cinque anni dal naufragio, Oliver fa ritorno a Starling City, dove era creduto morto. Qui ritrova la madre Moira, che nel frattempo si è rifatta una vita con Walter Steele, la sorella minore Thea, il suo amico e la sua ex fidanzata Laurel. All'insaputa di tutti loro, Oliver è tornato con l'obiettivo di combattere la corruzione e la criminalità, distruggendo il male che affligge Starling City. Per far questo indossa un costume verde e utilizza arco e freccia, venendo soprannominato "l'incappucciato". Oliver si serve di una lista lasciatagli dal padre su cui sono segnati i nomi dei principali uomini che hanno "tradito la sua città". Se all'inizio Oliver è solo nella sua crociata, in seguito altre due persone si uniscono a lui: prima John Diggle, la sua guardia del corpo, e poi Felicity Smoak, una giovane e brillante hacker che lavora alla Queen Consolidated e che fin dall'inizio mostra di non essere indifferente al fascino di Oliver.

### Prima stagione
Oliver Queen viene recuperato su un'isola sperduta nel nord della Cina da una nave e fa ritorno a casa dopo ben cinque anni. Il suo corpo è ricoperto da numerose ferite e cicatrici. Nei flashback vengono ripercorsi i momenti del naufragio di cinque anni prima: sul "Queen's Gambit" ci sono Oliver con suo padre Robert e Sara Lance (che muore affogata). I primi due riescono a mettersi in salvo ma poco dopo, in assenza di viveri sufficienti, Robert decide di sacrificare la propria vita per salvare quella del figlio, non prima però di avergli assegnato una missione: se riuscirà a sopravvivere dovrà riparare ai numerosi errori che lui ha commesso, riportando la giustizia a Starling City. Prima di spararsi, Robert consegna a Oliver una lista su cui sono segnati i nomi di tutti gli uomini potenti e corrotti che hanno "avvelenato" la loro città. Dopo diversi giorni Oliver riesce a raggiungere la terra, e si ritrova così sull'isola di Lian Yu. Qui s'imbatte in un uomo incappucciato che lo colpisce con una freccia: il suo nome è Yao Fei.
Nel presente, Oliver va incontro ad un periodo di PTSD (sigla inglese per post-traumatic stress disorder), mostrando l'istinto di colpire e di difendersi da qualsiasi cosa gli capiti a tiro. Cerca comunque di trascorrere del tempo con la sua famiglia e di tornare alla vita precedente. Dopo molti anni rivede Laurel, la sua ex fidanzata che aveva tradito e nei confronti della quale si sente in colpa. Entrambi comunque mostrano fin da subito di essere ancora attratti l'uno dall'altra, nonostante lei abbia ora una relazione con il miglior amico di Oliver, Tommy Merlyn. Nel frattempo Oliver dà inizio alla missione assegnatagli dal padre e comincia a colpire gli uomini ricchi e corrotti di Starling City, cercando di attuare la giustizia sociale. Ben presto viene soprannominato "l'incappucciato", "il giustiziere di Starling City" e, occasionalmente, "Robin Hood", non solo per il suo costume ma anche per la sua propensione ad attaccare i ricchi per restituire ai poveri. In quello che fa, tuttavia, finisce per violare la legge e si ritrova spesso a dover fronteggiare la polizia, in particolare il detective Quentin Lance, padre di Laurel e Sara, che ha un risentimento personale nei confronti di Oliver per quanto successo cinque anni prima.
Nei flashback Yao Fei insegna ad Oliver come sopravvivere sull'isola, costringendolo ad uccidere animali e ad usare arco e freccia. Poco dopo però Oliver tenta di fuggire e viene catturato dagli uomini di Edward Fyers, un mercenario che si scoprirà essere stato assoldato da Amanda Waller (capo dell'A.R.G.U.S.) con l'obiettivo di decimare l'economia cinese distruggendo la Ferris Air, un'importante compagnia aerea, dentro e fuori dal paese. Yao Fei, un ufficiale cinese esiliato dal suo stesso governo sull'isola per colpe che non ha commesso, è ricercato proprio da Fyers, il quale vuole addossargli le responsabilità del suo piano. Oliver si rifiuta di tradire Yao Fei e viene torturato dagli uomini di Fyers.
Nel presente Oliver è aiutato nella sua missione da John Diggle, ex soldato e ora sua guardia del corpo. Oliver cerca di costruirsi una doppia identità per nascondere le sue attività da vigilante e apre così un nightclub, il Verdant, dove ogni sera dà una festa. Inoltre si fa arrestare e, mentre è agli arresti domiciliari, chiede a Diggle di mostrarsi in città come "l'incappucciato": in questo modo Oliver Queen viene scagionato e diventa insospettabile. Nonostante cerchi di nasconderlo, Oliver si sente profondamente solo, non potendo rivelare ai propri cari i suoi numerosi segreti, ma poi incontra Helena Bertinelli, la figlia del boss mafioso Frank. Helena in realtà odia suo padre, che anni prima aveva ordinato la morte del suo fidanzato, e sta cercando di distruggere la sua organizzazione per poi ucciderlo. Oliver ed Helena hanno molto in comune, come il fatto di sentirsi soli e di avere molti segreti, così finiscono a letto insieme. Entrambi iniziano a provare dei sentimenti l'uno per l'altra, ma Helena è ancora troppo assetata dalla sua voglia di vendetta.
Nei flashback sull'isola Oliver incontra Shado, la figlia di Yao Fei, catturata dagli uomini di Fyers come arma di ricatto. Ben presto Shado inizia a provare dei sentimenti per Oliver, ma lui si sente ancora in colpa per aver tradito Laurel e per la morte di Sara. Successivamente Oliver e Shado s'imbattono in Slade Wilson, un agente segreto australiano arrivato sull'isola con l'ordine di trarre in salvo Yao Fei. Oliver, Shado e Slade uniscono le proprie forze per combattere Fyers, mentre Yao Fei viene ucciso.
Nel presente Oliver conosce Felicity Smoak, una brillante esperta informatica che lavora alla Queen Consolidated. Oliver si rivolge a lei più di una volta per recuperare file dai computer dei suoi nemici e naturalmente le racconta un sacco di bugie sui veri motivi. La ragazza, molto intelligente, intuisce che Oliver le sta mentendo ma si fida comunque di lui e sceglie di aiutarlo (in seguito si scoprirà che Oliver aveva già visto Felicity, senza che lei se ne accorgesse, durante una visita segreta alla Queen Consolidated nel corso dei cinque anni in cui era creduto morto, e aveva sorpreso la ragazza a balbettare con una sua fotografia). Anche Oliver istintivamente si fida di Felicity, tanto che, quando viene colpito da un proiettile, si rivolge a lei sanguinante nel cuore della notte, rivelando la sua identità. Dopo aver curato Oliver insieme a Diggle, Felicity accetta di aiutare i due nella missione, ma solo fino a quando il suo capo Walter Steele, che è stato rapito, sarà tratto in salvo. L'uomo è tenuto prigioniero da Malcom Merlyn, e Moira ne è a conoscenza. Malcom ha un diabolico piano per la distruzione di The Glades, un sobborgo di Starling City, dove molti anni prima sua moglie Rebecca era stata assassinata.
Nel frattempo Oliver incontra dopo diversi anni McKenna Hall, una sua vecchia fiamma che ora è diventata una detective. I due riprendono a frequentarsi, mentre il rapporto tra Laurel e Tommy si fa sempre più serio. In seguito McKenna viene ferita e trasferita in un'altra città. Oliver vorrebbe continuare la loro storia anche a distanza ma McKenna, pur amandolo, gli dice a malincuore che non potrebbe funzionare e che non vuole essere un peso per lui. In effetti Oliver si rende conto che al momento la cosa migliore per lui è stare da solo. Tommy tuttavia intuisce che Oliver prova ancora dei sentimenti per Laurel e decide di lasciare la ragazza. Quest'ultima chiede a Oliver se Tommy abbia ragione e lui non riesce a mentirle, ma allo stesso tempo continua a respingerla. Quando però Oliver trova il modo per sconfiggere Malcom e si convince che finalmente potrà mettere fine alla sua missione e avere di nuovo una vita privata, raggiunge Laurel e i due fanno l'amore. I piani di Oliver tuttavia non vanno come previsto e The Glades viene distrutta, causando la morte di molte persone, tra cui quella di Tommy Merlyn.

### Seconda stagione
Sei mesi dopo la distruzione di The Glades, Oliver si è nuovamente autoesiliato sull'isola, sentendosi colpevole per la morte di Tommy e per gli orrori compiti da sua madre. Qui passa le sue giornate andando a caccia e facendo lunghe esplorazioni. Diggle e Felicity si recano così a Lian Yu per convincerlo a tornare e prendere in mano le redini della sua azienda oramai in crisi. Inoltre il processo di sua madre è vicino, e lei è sola, visto che Thea non vuole più avere niente a che fare con lei; quest'ultima si occupa della gestione del Verdant ed ha iniziato una relazione con Roy Harper, anche se i due hanno ancora qualche divergenza a causa dell'ossessione di Roy per il Giustiziere. Dapprima riluttante, Oliver accetta di tornare e di appoggiare sua madre, ma non di vestire i panni del giustiziere. Successivamente ritornerà a combattere il crimine, ma in memoria di Tommy deciderà di non uccidere più nessuno. Al suo fianco farà la sua comparsa una misteriosa Bionda mascherata, che poi si scoprirà essere Sara Lance, miracolosamente sopravvissuta ed ora braccata dalla famigerata Lega degli assassini, una secolare organizzazione di temibili guerrieri che l'aveva salvata da una morte certa sulle coste di Lian Yu. Dopo essere venuta a conoscenza della catastrofe messa in atto da Malcolm Merlyn, torna a casa per vegliare sulla sua famiglia. Dopo diversi scontri, Nyssa, figlia del capo della Lega ed ex amante di Sara, accorda alla ragazza il congedo dalla Lega. Come se questo non fosse già troppo, ora la squadra deve affrontare Slade Wilson, che è intenzionato a creare un esercito di supersoldati potenziati con il mirakuru per distruggere Starling City, in modo da vendicarsi di Oliver, responsabile, secondo lui, di aver causato la morte di Shado, la sua donna amata. Si copre, infatti che durante il secondo anno sull'isola, Oliver, Slade e Shado hanno dovuto affrontare una ciurma di pirati guidata da Antony Ivo, un biologo alla ricerca di una nave giapponese contenente una miracolosa formula, il mirakuru (miracolo) in grado di trasformare uomini comuni in armi umane.

### Terza stagione
Arrow è diventato un eroe pubblico nella città di Starling City dopo aver sconfitto Slade Wilson.

## Caratterizzazione
Durante i cinque anni trascorsi lontano da casa, Oliver è stato in più luoghi ed ha avuto più mentori, sviluppando varie abilità in diversi campi: Yao Fei e sua figlia Shado gli hanno insegnato l'arte del tiro con l'arco (Kyudo), Slade Wilson a combattere e sopravvivere, Maseo Yamashiro le tecniche di intelligence, di tortura e di assassinio; ha poi completato il suo addestramento perfezionandosi sotto la guida di Talia Al Ghul. Oliver è specializzato in svariati tipi di arti marziali fra cui Muay thai, Escrima, Wing chun, Hapkido, Jujitsu, Ninjutsu, Capoeira, Silat, Ju jitsu brasiliano, Kenjutsu, Sambo, Boxe, Lotta greco-romana, Taekwondo, Jeet Kune Do, Krav Maga e Systema (anche se probabilmente ne conosce di più) e le sue capacità nel tiro con l'arco superano di gran lunga quelle di un cecchino professionista, compreso Floyd Lawton. Le sue prestazioni fisiche sono pari a quelle di un atleta di livello olimpionico: è in grado di saltare da un tetto di un palazzo all'altro e compiere incredibili piroette, schivare ed afferrare frecce in volo, sollevare un uomo adulto e lanciarlo a una distanza di circa due metri da terra, correre molto velocemente, talvolta quasi riuscendo a reggere il confronto con i veicoli. Dopo la formazione con Ra's Al Ghul le sue capacità aumentano ulteriormente. Si è dimostrato anche in grado di tenere testa ad avversari metaumani, come Cyrus Gold che in precedenza aveva abbattuto una porta in titanio rinforzato e spezzato il collo di un uomo con una sola mano e Barry Allen, come abbiamo potuto osservare nell'episodio di The Flash 1x08.
Oliver è anche in grado di liberarsi da catene, corde o manette grazie ad un trucco insegnatogli da Anatoly Kniazef durante il periodo trascorso in Russia. Oliver è un poliglotta: ha appreso il cinese da Shado e ad Hong Kong, tale da ingannare un membro della Triade, che analizzando il suo perfetto accento ha erroneamente dedotto che Oliver fosse di nazionalità cinese; inoltre è in grado di parlare anche il russo (imparato da Anatoly Kniezev e perfezionato a Krasnojarsk), l'arabo (appreso nel periodo trascorso nella Lega degli assassini) e lo spagnolo (non si cita nella serie dove l'abbia appreso, ma si denota la sua conoscenza quando chiede informazioni su Thea a una delle lavoratrici nella casa di Malcolm a Corto Maltese). Come membro della Bratva ed ex agente della ARGUS, ha accesso ad una grande quantità di segreti e notizie. A causa della sua formazione multiforme, delle sue capacità e del suo carattere ombroso, molti fan hanno intravisto in Oliver una somiglianza più col personaggio di Batman che con Freccia Verde (a cui è ispirato).
L'arma preferita di Oliver è l'arco: nella prima stagione utilizza un arco Take-Down ricurvo, poi rimpiazzato nella seconda stagione da un Oneida Eagle Kestrel. Nei flashback sull'isola lo si vede utilizzare l'arco lungo in fibra di carbonio di Yao Fei, che poi riutilizzerà nella battaglia finale con Malcolm Merlyn. Per quanto riguarda le frecce, oltre a quelle predefinite, Oliver ne utilizza anche altri tipi, da lui stesso progettate, come quelle in titanio, incendiarie, esplosive, elettromagnetiche, a ricerca e diverse varietà di fléchette da lancio. Nonostante prediliga l'arco come arma, Oliver è ugualmente abile anche con le armi da fuoco, dimostrato nell'episodio Corto Maltese quando utilizza una Glock 17 per eliminare alcuni mercenari. È inoltre in grado di usare alla perfezione una grande varietà di armi da taglio e contundenti, come bō, katane, spade, coltelli, karambit, bastoni di rattan ed armi occasionali. In ogni stagione Oliver fa uso di un costume per nascondere la sua identità: all'inizio utilizza un costume verde simile a quello di Yao Fei, e si e spalma sulla zona attorno agli occhi del grasso scuro, spiegando che una maschera inciderebbe negativamente sulle sue capacità di arciere; successivamente però con l'aiuto di Barry Allen e di Cisco riuscirà a trovare un rimedio a questo problema mettendo a punto uno speciale costume realizzato in kevlar polimero più resistente e più leggero del precedente, con una maschera progettata in microfibra comprimibile, in grado di aderire quasi completamente alla pelle, in modo da non ostacolargli la mira. Dalla quarta stagione inizierà ad utilizzare un nuovo costume, provvisto di protezioni.